# إسماعيل جاكوبس
إسماعيل جاكوبس (Ismail Jakobs) (مواليد 17 أغسطس 1999) هو لاعب كرة قدم سنغالي-ألماني يلعب في مركز الجناح الأيسر أو الظهير الأيسر في نادي كولن. لعب مع منتخب ألمانيا تحت 21 سنة ثم اختار اللعب مع منتخب موطنه الأصلي السنغال بدايةً من عام 2022.

## روابط خارجية
- إسماعيل جاكوبس على موقع الاتحاد الأوربي (الإنجليزية)
- إسماعيل جاكوبس على موقع اتحاد تركيا (لاعب) (الإنجليزية)
- إسماعيل جاكوبس على موقع إي إس بي إن إف سي (الإنجليزية)
- إسماعيل جاكوبس على موقع قاعدة بيانات كرة القدم.إي يو (الإنجليزية)
- إسماعيل جاكوبس على موقع ليكيب (الفرنسية)
- إسماعيل جاكوبس على موقع ناشيونال فوتبول تيمز (الإنجليزية)
- إسماعيل جاكوبس على موقع Soccerbase.com (لاعب) (الإنجليزية)
- إسماعيل جاكوبس على موقع Soccerway.com (الإنجليزية)
- إسماعيل جاكوبس على موقع عالم كرة القدم.نت (الإنجليزية)
- إسماعيل جاكوبس على موقع أوليمبيديا (الإنجليزية)